# VfR Schlesien 1897 Breslau
VfR Schlesien 1897 Breslau was een Duitse voetbalclub uit Breslau, dat sinds 1945 het Poolse Wrocław is.

## Geschiedenis
De club ontstond in 1933 door een fusie tussen VfR 1897 Breslau en SC Schlesien Breslau. Beide clubs waren voornamelijk voor de Eerste Wereldoorlog succesvol. VfR was in 1931 uit de hoogste klasse gezakt en zakte een jaar later zelfs naar de derde klasse. Schlesien was in 1930 uit de hoogste klasse gezakt en werd in 1933 wel kampioen, maar doordat Gauliga Schlesien werd ingevoerd als nieuwe hoogste klasse promoveerde de club niet. Beide clubs besloten te fuseren om zo meer kans te maken terug te promoveren.
De club speelde in de Bezirksliga Mittelschlesien en werd in het eerste seizoen zevende. Ook de volgende seizoenen waren weinig succesvol en in 1937 kon de club maar net een degradatie vermijden. In 1940 werd de club tweede achter SC Vorwärts Breslau. Na het seizoen 1941 werd de Gauliga verder opgesplist. De club nam deel aan de eindronde om te promoveren, maar kon geen promotie afdwingen. De club begon nu in de 1. Klasse Niederschlesien, maar trok zich tijdens het seizoen terug.
In 1944/45 werd de club ingedeeld in de Gauliga Niederschlesien waarvoor tien clubs zich inschreven. De club verloor met 5-0 van Breslauer SpVg 02. Na deze wedstrijd werd de competitie gestaakt.
Na het einde van de Tweede Wereldoorlog werd Breslau een Poolse stad, alle Duitse inwoners werden verjaagd en de voetbalclub werd opgeheven.